# Лова Росето-Вего (Венеција)
Лова Росето-Вего (итал. Lova Rossetto-Veggo) је насеље у Италији у округу Венеција, региону Венето.
Према процени из 2011. у насељу је живело 87 становника. Насеље се налази на надморској висини од -2 м.